# Ferrari 156 Sharknose
O  156 Sharknose foi o modelo da Ferrari das temporadas de 1961, 1962, 1963 da F1. Foi guiado por Phil Hill, Wolfgang Graf Berghe von Trips, Richie Ginther, Ricardo Rodríguez e Lorenzo Bandini.